# Wanderson do Carmo Carneiro
Francisco Wanderson do Carmo Carneiro más conocido como Wánderson (Baturité, Brasil, 18 de febrero de 1986) es un futbolista brasileño. Juega como delantero y actualmente milita en el Helsingborgs IF de la Allsvenskan.

## Clubes
| Club                            | País           | Año         |
| ------------------------------- | -------------- | ----------- |
| Fortaleza                       | Brasil         | 2006        |
| Ríver Atlético Clube (Préstamo) | Brasil         | 2006        |
| GAIS Göteborg                   | Suecia         | 2007 - 2010 |
| Al-Ahli                         | Arabia Saudita | 2010 - 2011 |
| GAIS Göteborg (Préstamo)        | Suecia         | 2011        |
| GAIS Göteborg                   | Suecia         | 2011 - 2012 |
| FC Krasnodar (Préstamo)         | Rusia          | 2012        |
| FC Krasnodar                    | Rusia          | 2013 - 2017 |
| Dinamo Moscú                    | Rusia          | 2017 - 2018 |
| Alanyaspor                      | Turquía        | 2018        |
| Helsingborgs IF                 | Suecia         | 2018 -      |

## Palmarés
- Subcampeón de la Copa de Rusia 2013-14 con Krasnodar.

### Distinciones individuales
| Distinción                                             | Año  |
| ------------------------------------------------------ | ---- |
| Máximo goleador de la Liga Premier de Rusia (13 goles) | 2013 |